# بنك إرتريا
مصرف إريتريا المركزي هو المصرف المركزي في إريتريا . يقع مقرالمصرف في عاصمة إريتيريا أسمرة. تأسس المصرف في عام 1914. يعمل مصرف إريتريا المركزي على تشجيع الاستثمار الأجنبي وعلى استيراد السلع الرأسمالية مثل الآلات الصناعية والمعدات الزراعية. وإن كان المصرف المركزي لإريتريا كيانا حكوميا مستقل عن وزارة المالية إلا إن حاكمه ولجنة السياسات يقومان بوضع وتنفيذ السياسات المالية العامة للدولة بإسهامات مباشرة من وزارة المالية. على الرغم من السماح للمسافرين بجلب العملات الأجنبية إلى البلاد فإن جميع المعاملات المالية تتم بالعملة الإريتيرية ناكفا.